# Xã Virginia, Quận Pemiscot, Missouri
Xã Virginia (tiếng Anh: Virginia Township) là một xã thuộc quận Pemiscot, tiểu bang Missouri, Hoa Kỳ. Năm 2010, dân số của xã này là 512 người.